# Feelings
Feelings is een Engelstalig nummer uit 1974 van de Braziliaanse zanger Morris Albert (Mauricio Alberto Kaisermann), die daarmee wereldwijd een hit scoorde. Het is gebaseerd op het Franstalige Pour Toi van Loulou Gasté, bekend geworden in uitvoeringen van Dario Moreno en Line Renaud. Aanvankelijk claimde Albert Feelings zelf te hebben geschreven, maar in 1981 spande Gasté een rechtszaak aan, die hij zeven jaar later won, waarna hij 78% van de royalty's opstreek. Feelings is wereldwijd gecoverd in vele talen, ook vormt het een dankbaar onderwerp voor softrockparodieën en top 100-lijstjes van irritantste liedjes aller tijden.

## Hitnoteringen

### Nederlandse Top 40
| Hitnotering: 28-06-1975 t/m 02-08-1975 | Hitnotering: 28-06-1975 t/m 02-08-1975 | Hitnotering: 28-06-1975 t/m 02-08-1975 | Hitnotering: 28-06-1975 t/m 02-08-1975 | Hitnotering: 28-06-1975 t/m 02-08-1975 | Hitnotering: 28-06-1975 t/m 02-08-1975 | Hitnotering: 28-06-1975 t/m 02-08-1975 | Hitnotering: 28-06-1975 t/m 02-08-1975 |
| Week:                                  | 1                                      | 2                                      | 3                                      | 4                                      | 5                                      | 6                                      |                                        |
| -------------------------------------- | -------------------------------------- | -------------------------------------- | -------------------------------------- | -------------------------------------- | -------------------------------------- | -------------------------------------- | -------------------------------------- |
| Positie:                               | 34                                     | 27                                     | 23                                     | 22                                     | 27                                     | 37                                     | uit                                    |

### NederlandseSingle Top 100
| Hitnotering: 12-07-1975 t/m 02-08-1975 | Hitnotering: 12-07-1975 t/m 02-08-1975 | Hitnotering: 12-07-1975 t/m 02-08-1975 | Hitnotering: 12-07-1975 t/m 02-08-1975 | Hitnotering: 12-07-1975 t/m 02-08-1975 | Hitnotering: 12-07-1975 t/m 02-08-1975 |
| Week:                                  | 1                                      | 2                                      | 3                                      | 4                                      |                                        |
| -------------------------------------- | -------------------------------------- | -------------------------------------- | -------------------------------------- | -------------------------------------- | -------------------------------------- |
| Positie:                               | 28                                     | 16                                     | 19                                     | 27                                     | uit                                    |

### Internationale versies
- De Mexicaanse zangeres Selena nam het al in haar kindertijd op; pas in 1997 verscheen het als remix op haar verzamelalbum Traves de los Años (Through The Years).
- In The Muppet Show wordt het nummer 'gezongen' door Beaker, de assistent van Dr. Bunsen-Honeydew. Dit wordt hem niet in dank afgenomen door het publiek dat uit Diana Ross-fans bestaat.
- In een Pepsi-reclame zingt MC Hammer het nadat iemand zijn beker heeft verwisseld met cola van een ander merk.
- De Britse zangeres Misty Oldland citeerde het tijdens een optreden in Japan ter inluiding van haar eigen nummer Got A Feeling.
- Salsamuzikant Willie Colón citeerde het geregeld bij concerten ter inleiding van zijn anti-aidslied El gran varón.
- De Nederlander André van Duin gebruikte het in 1976 als basis voor zijn nummer File.
- De Amerikaanse punkrock-band The Offspring nam een parodie op voor het in 1998 uitgebrachte album Americana.